# Buluka orientalis
Buluka orientalis är en stekelart som beskrevs av Chou 1985. Buluka orientalis ingår i släktet Buluka och familjen bracksteklar. Inga underarter finns listade.